# Fourche La Fave
Pour les articles homonymes, voir Fave (homonymie) et Fourche (homonymie).
La rivière Fourche La Fave (en anglais : Fourche La Fave River) est un cours d'eau qui coule dans l'État de l'Arkansas. Il est un affluent de la rivière Arkansas et donc un sous-affluent du Mississippi. 

## Géographie
La rivière Fourche La Fave prend sa source dans les montagnes Ouachita près de la ville de Waldron dans le comté de Scott en Arkansas par deux sources différentes.
La rivière s'écoule ensuite vers l'Ouest, en longeant la partie septentrionale de la forêt nationale d'Ouachita. Elle se jette dans la rivière Arkansas, où sa confluence se situe juste au Sud du village de Fourche dans le comté de Perry.

## Histoire
La toponymie français date de l'arrivée de la famille La Fève, des colons français de l'époque de la Louisiane française qui s'installèrent à la fourche de la confluence entre cette rivière qui porte son patronyme et la rivière Arkansas. Ils fondèrent le poste de traite de Fourche.